# 파이어브랜드
《파이어브랜드》(영어: Firebrand)는 2023년 제작된 영국 역사 드라마 영화로, 카림 아이노우즈가 감독을 맡았다. 제76회(2023년) 칸 영화제 황금종려상 경쟁후보작이다.
2023년 5월 21일 제76회 칸 영화제에서 초연되었다. 영국에서는 2024년 9월 6일에 개봉되었다.

## 줄거리
16세기 영국, 헨리 8세의 여섯 번째 왕비 캐서린 파는 왕이 프랑스 원정을 떠난 사이 섭정으로 임명된다. 그녀는 헨리 8세의 자녀들, 메리, 엘리자베스, 에드워드를 보살피는 한편, 과거 친구이자 종교 개혁을 설파하다 이단으로 처형당한 앤 애스크와 비밀리에 만나는 위험을 감수한다. 왕이 병약하고 편집증적인 모습으로 돌아오자, 왕의 측근들은 점점 캐서린을 왕에게서 떼어놓으려 한다. 캐서린은 자신의 생존을 위해 싸우고, 임신을 하지만 곧 유산하게 된다. 가톨릭 주교 가디너는 캐서린의 종교적 신념이 위험하다고 여겨 왕에게 그녀를 체포하도록 설득한다. 캐서린은 감옥에 갇히지만, 왕은 곧 그녀를 풀어준다. 자신의 미래를 두려워하던 캐서린은 결국 왕의 침실로 가서 그를 살해한다.

## 출연진
- 알리시아 비칸데르 - 캐서린 파 역
- 주드 로 - 헨리 8세 역
- 샘 라일리 - 토머스 시모어 역
- 에디 마산 - 에드워드 시모어
- 사이먼 러셀 빌 - 스티븐 가디너
- 에린 도허티 - 앤 애스큐
- 루비 벤탤 - 캣
- 브라이어니 해나 - 엘런
- 마이아 제밋 - 돗
- 패치 퍼랜 - 메리 공주
- 주니아 리스 - 엘리자베스 공주
- 해티 히니 - 메러디스
- 암르 와케드 - 물라이 알파라비